# Diphosphortetrachlorid
Diphosphortetrachlorid ist eine anorganische chemische Verbindung aus der Gruppe der Phosphorchloride.

## Gewinnung und Darstellung
Diphosphortetrachlorid kann durch Cokondensation von Phosphortrichlorid mit Kupferdampf gewonnen werden. Die Verbindung entsteht auch, wenn man Phosphortrichlorid in einer Wasserstoffatmosphäre einer stillen elektrischen Entladung aussetzt.

## Eigenschaften
Diphosphortetrachlorid ist eine farblose an Luft rauchende Flüssigkeit. Bei Temperaturen über 0 °C zersetzt sich die Verbindung. In basischer Lösung hydrolysiert die Verbindung unter Bildung von Diphosphan und P2(OH)4.
{\displaystyle {\ce {2P2Cl4 + 2NaOH -> P2H4 + P2(OH)4 + NaCl}}}